# Civet
Un civet è un ragoût a base di cipolla e altri bulbi commestibili da preparare con il vino rosso; corrisponde allo stufato italiano.

## Etimologia
Non si sa se la parola sia di origine occitana o francese. Il termine deriva da cive e civette (erba cipollina) e significherebbe: "piatto preparato con cipolle e cipollotti". Il termine cive viene dal latino caepatum, (da caepa, cioè cipolla).

## Preparazione
Conviene precisare che la selvaggina richiede una marinatura preventiva per togliere l'asprezza tipica delle carni di animali selvatici. 
Mettere in casseruola un congruo quantitativo di burro, farlo sciogliere e aggiungere fette di cipolla, una foglia di lauro, uno spicchio d'aglio e dei chiodi di garofano. Quando aglio e cipolla imbiondiscono, togliere l'aglio, aggiungere un paio di cucchiai di farina bianca, mescolare rapidamente affinché si amalgami, aggiungere due bicchieri di vino rosso e un bicchiere di brodo di carne; far ridurre l'insieme a poco più della metà, salare e pepare, poi aggiungere la carne e far cuocere a fuoco non vivace, mescolando di quando in quando. I tempi di cottura variano a seconda del tipo di carne e delle dimensioni dei tagli o pezzi della medesima.
Vi sono varianti a questa ricetta, a seconda della carne che si cuoce. Le verdure che si possono aggiungere sono carote (tagliate in tocchetti), pezzetti di sedano e altre verdure aromatizzanti.

## Esempi dicivet
- Civet de lièvre (stufato di lepre)
- Civet de zourites (stufato di polpo alla maniera di Riunione)
- Civet de lapin (stufato di coniglio)
- Civet de chevreuil (stufato di capriolo)
- Civet de langoustines (stufato di scampi)
- Civet de cerf (stufato di cervo)

## Galleria d'immagini

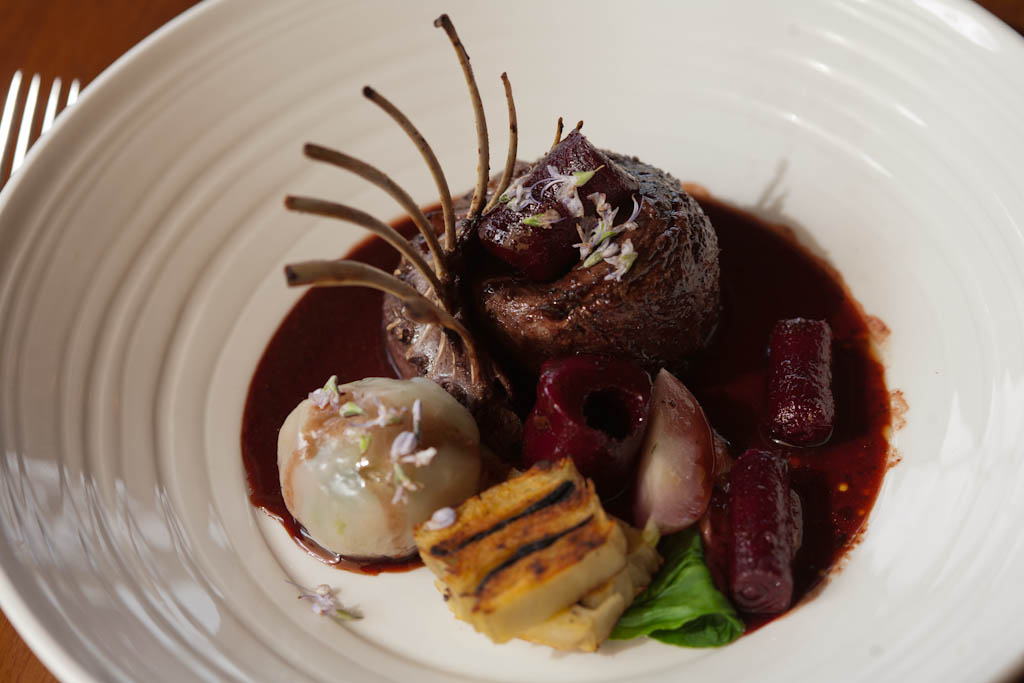
Civet di lepre
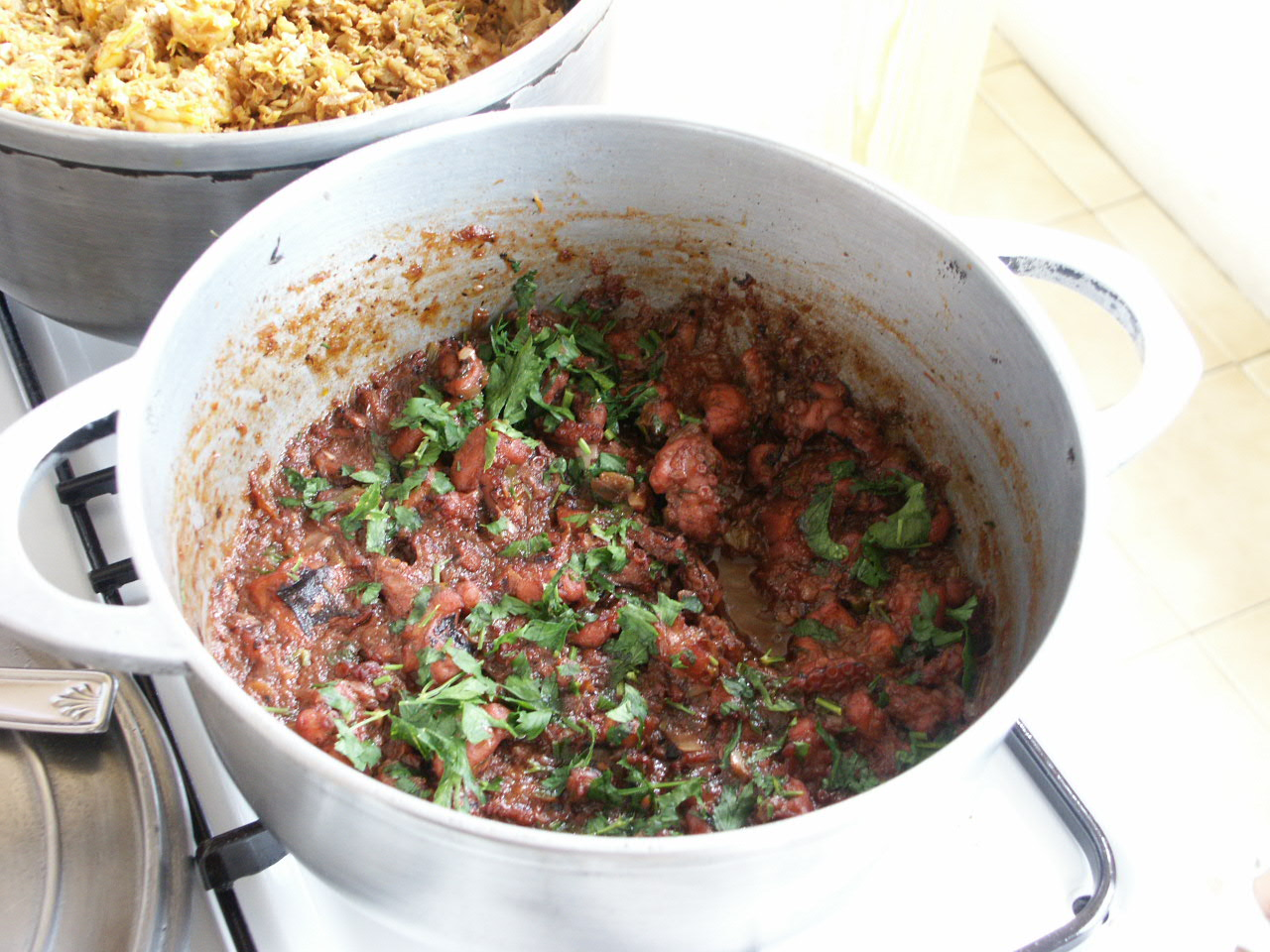
Civet di polpi
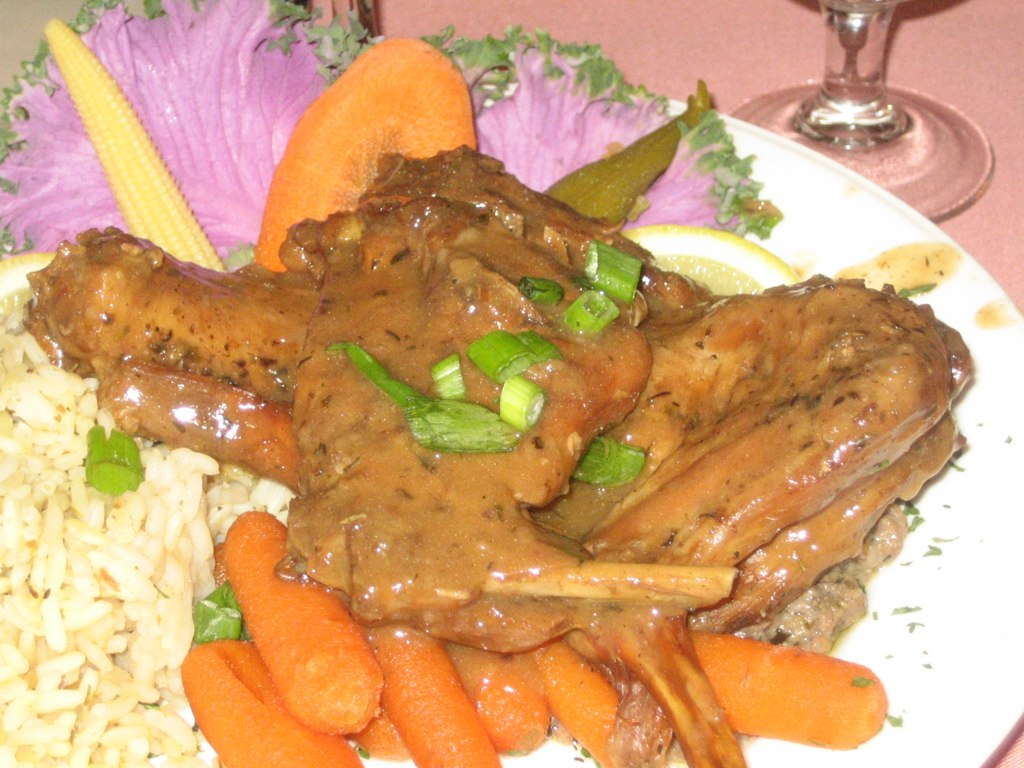
Civet di coniglio alla creola
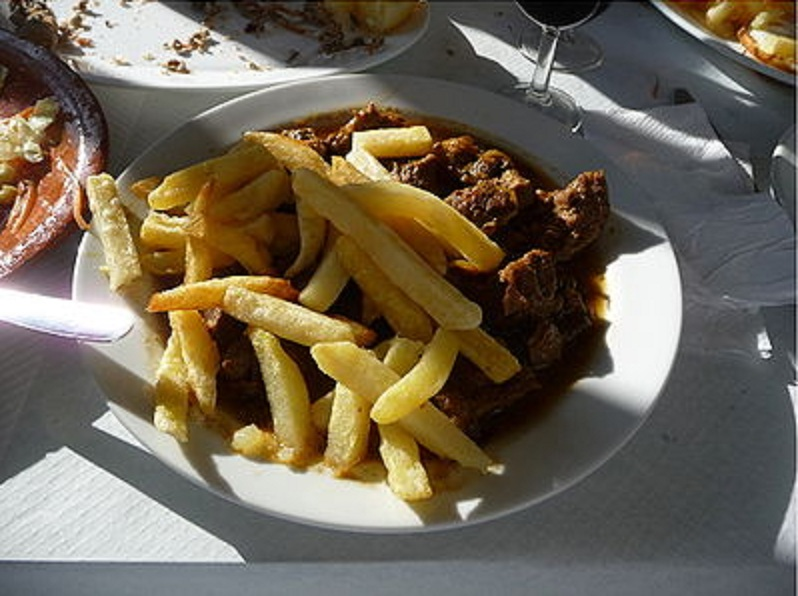
Civet di capriolo